# La Mer gelée
La Mer gelée est une revue littéraire fondée en 2000 à Dresde par Alban Lefranc et Robert Seyfert. 

## Histoire
Les textes sont à l'origine exclusivement publiés en ligne. À compter de 2004, La Mer gelée fait paraître des numéros thématiques en version papier : 
- N° 1 : Mon corps.
- N° 2 : Beau travail.
- N° 3 : L'enfermement[1].
- N° 4 : Perdre ![2].
- N° 5 : Marges[3].
- N° 6 : Berlin Alexanderplatz, numéro conçu autour du livre éponyme de Alfred Döblin et du film de Rainer Werner Fassbinder[4],[5].

Chaque numéro rassemble des textes inédits, aussi bien des fictions (extraits de roman, nouvelles), des poèmes et des proses poétiques, que des essais (philosophie, sociologie, politique…), ainsi que des dessins ou des photographies.  
La Mer gelée connaît une période de sommeil avant de reparaître en 2016. Les textes d'ordre critique ou relevant de l'essai s'effacent, de même que les propositions plastiques, et la revue se concentre désormais sur la prose fictionnelle ou la poésie.  
Le comité de rédaction, réparti entre Paris, Lyon et Berlin, est composé depuis 2017 d'Antoine Brea, Bernard Banoun, Noémi Lefebvre, Alban Lefranc, Arno Calleja . 
La conception graphique est assurée dans un premier temps par l'atelier Baldinger-Vu-Huu.  
De 2016 à 2019, la revue est éditée par les éditions Le Nouvel Attila (label "Othello").  
Elle organise régulièrement des événements et/ou des lectures. 
Les numéros parus dans la nouvelle formule sont : 
- CHIEN / HUND (n° 7 "manifeste" sorti en mars 2016)[9],[10].
- MAMAN / MUTTER (n°8, été 2017)[11].
- OR / GOLD (n°9, juin 2019).

À partir de 2021, la revue est éditée par Vanloo. Son nom s'écrit désormais en minuscules: la mer gelée:
. FROID/KALT (n° 10, 2021)
. AMOUR (n° 11, janvier 2023)
. MARS (n°12, septembre 2024)
Au cours de son histoire, La Mer gelée a publié voire organisé des événements avec notamment : Elke Erb, Elfriede Jelinek, Georges-Arthur Goldschmidt, Thomas Jonigk, Noémi Lefebvre, Jayrome C. Robinet, Pierre Bergounioux, Serge Pey, Christian Prigent, Alfred Döblin, Hans Fallada, Andres Veiel, Yoko Tawada, Jacob Wren, Jean-Marc Rouillan, Daniela Dröscher, Chrétien de Troyes, Jean-Pierre Faye, Patrick Quillier, Ron Winkler, Johannes Jansen, Monika Rinck, Gilles Amalvi, Antoine Brea, Alban Lefranc, Christophe Manon, Karl Marx, Varlam Chalamov et Luba Jurgenson, Georg Trakl, Lutz Seiler, Wolfgang Hilbig, Nina Bussmann ou encore Arno Calleja.
Deux émissions de radio de la chaîne France Culture ont porté notamment sur le numéro CHIEN de La Mer gelée : « Les Nouvelles Vagues », proposée par Marie Richeux, et «Poésie et ainsi de suite», par Manou Farine. 
Dans un  entretien accordé au magazine en ligne Diacritik, la rédaction précise ses intentions : « La Mer gelée est née de la coalition bénévole, internationale, de femmes et d’hommes, provenant de toutes catégories sociales, qui se sont assemblés dans le but de traiter une maladie commune : la littérature, contre laquelle il existe un unique remède : la littérature. »
Le magazine en ligne En attendant Nadeau salue ainsi le numéro MAMAN de La Mer gelée : « Les voix sont troublantes, mises en scènes par un travail typographique remarquable, et l’ensemble est un choc visuel, sonore et esthétique ».

## Une revue bilingue (français / allemand), voire plurilingue
L'une des caractéristiques de La Mer gelée, revue littéraire internationaliste, tient à ce que tous les textes sont publiés à la fois en français et en allemand, parfois également dans d'autres langues (anglais, grec, russe, ancien français, etc.) La revue s'entoure pour ce faire de traducteurs : Bernard Banoun (membre du comité de rédaction), Claudia Hamm, Katja Roloff, Olivier Le Lay, Odile Kennel, Rüdiger Fischer, Alban Lefranc (membre du comité de rédaction), Christian Driesen, ont ainsi travaillé ou travaillent encore avec La Mer gelée. Dans le numéro OR, Luba Jurgenson a traduit et commenté un poème, inédit en français, de Varlam Chalamov.
Dans un entretien, Alban Lefranc place d'ailleurs la revue sous le signe d’une citation d'Emmanuel Hocquard : "A l’heure où la tendance est au coloriage généralisé, la traduction permet d’élargir les taches blanches sur la carte."